# John Habberton
John Habberton (pseudonim Smelfungus; ur. 1842, zm. 1921) – amerykański pisarz i krytyk literacki w gazecie New York Herald. Znany szczególnie za sprawą utworów o początkach osadnictwa w Kalifornii.
Najbardziej jednak znaną książką Habbertona są adresowane pierwotnie do dorosłych czytelników, ale ostatecznie szczególnie pokochane przez młodych Helen's Babies, wydane po raz pierwszy w 1876 roku. W pierwszych wydaniach książki nazwisko Habbertona nie pojawia się na okładce. W późniejszych czasach bardzo chwalili ją Rudyard Kipling i George Orwell. Po dziś dzień należy ona do klasyki literatury dziecięcej. W roku 1924 na podstawie książki powstał film, w reżyserii Williama Seitera. 

## Twórczość
- 1876: Helen's Babies (Wakacje bez mamy[4] / Willy i Bob[5] / Dzieci Heleny[6] / Chłopyszki Heleny[7])
- 1876: Some Other Babies (Wakacje bez mamy)[8]
- 1877: The Barton Experiment
- 1877: The Jericho Road: A Story of Western Life
- 1880: Romance of California Life: Illustrated by Pacific Slope Stories, Thrilling, Pathetic and Humorous
- 1897: Trif and Trixy
- 1901: Caleb Wright: A Story of the West
- All He Knew
- The Barton Experiment
- Canoeing in Kanuckia
- Helen's Babies and Mrs. Mayburns Twins
- Little Tiger (Wesołe figlarki)[9][10]
- Other People's Children
- The Scripture Club of Valley Rest